# Elattur
Elattur o Alattur és un riu de Kerala a l'Índia.
Neix a les muntanyes a l'oest del pas de Tamarasseri i després d'un curs d'uns 60 km arriba a una zona d'aigua estancada que comunica amb la mar, prop de la ciutat d'Elattur a 11° 20′ N, 75° 45′ E / 11.333°N,75.750°E.